# Carta del cel
Carta del cel és un document en forma de carta escrita, suposadament, per Jesucrist o algun dels apòstols, pel qual es transmeten missatges divins en suport de determinades posicions religioses. El gènere es documenta a partir del segle vi i es perllongà fins als temps medievals.
La mostra més antiga als actuals Països Catalans és la carta del cel del bisbe Vicent d'Eivissa, de finals del segle VI o principis del VII.